# スタンディング・ハンプトン
『スタンディング・ハンプトン』（Standing Hampton）は、サミー・ヘイガーが1981年に発表した、ソロ名義では6作目のスタジオ・アルバム。

## 背景
ゲフィン・レコード移籍第1弾アルバムに当たる。仮タイトルは『One Way to Rock』だったが、イギリス人のファンから「Hampton Wick」（コックニーのスラングで「陰茎」を意味する）という言い回しを教わったことから『スタンディング・ハンプトン』に改題された。
「ワン・ウェイ・トゥ・ロック」はヴァン・ヘイレン加入後のライヴでも歌われており、1986年のツアーにおける演奏は映像作品『ライヴ・ウィズアウト・ア・ネット』に、1992年のツアーにおける演奏はライヴ・アルバム『ライヴ:ライト・ヒア、ライト・ナウ』（1993年発売）に収録された。「ヘヴィ・メタル」は当時サバイバーのメンバーだったジム・ピートリックとの共作で、1981年公開のアニメーション映画『Heavy Metal』のサウンドトラックに提供され、本作には別ヴァージョンが収録された。

## 反響・評価
アメリカのBillboard 200では28位に達し、自身初の全米トップ40アルバムとなった。1992年4月にはRIAAからプラチナ・ディスクの認定を受けている。一方、全英アルバムチャートでは『ストリート・マシーン』（1979年）以降の作品ほどの成功に至らず、2週トップ100入りするものの最高84位に終わり、全英トップ40入りを逃す結果となった。本作からは「フォール・イン・ラヴ・アゲイン」（全米43位）、「ピース・オブ・マイ・ハート」（全米73位・全英67位）がシングル・ヒットした。
Stephen Thomas Erlewineはオールミュージックにおいて5点満点中4.5点を付け「職人芸のポップ・ソングが驚くほど多数収録された、洗練されている一方で頑強でもあるレコード」と評している。

## 収録曲
特記なき楽曲はサミー・ヘイガー作。
1. フォール・イン・ラヴ・アゲイン - I'll Fall in Love Again - 4:15
2. ワン・ウェイ・トゥ・ロック - There's Only One Way to Rock - 4:15
3. ベイビーズ・オン・ファイア - Baby's on Fire - 3:34
4. キャント・ゲット・ルース - Can't Get Loose - 5:38
5. ヘヴィ・メタル - Heavy Metal (Sammy Hagar, Jim Peterik) - 3:50
6. ベイビー、イッツ・ユー - Baby, It's You - 4:46
7. サレンダー - Surrender (Chas Sandford) - 3:14
8. インサイド・ルッキン・イン - Inside Lookin' In - 4:26
9. スウィート・ヒッチハイカー - Sweet Hitchhiker (S. Hagar, David Lauser) - 4:10
10. ピース・オブ・マイ・ハート - Piece of My Heart (Bert Berns, Jerry Ragovoy) - 3:57

## 参加ミュージシャン
- サミー・ヘイガー - リード・ボーカル、ギター
- ゲイリー・ピール - ギター、バックグラウンド・ボーカル
- ビル・チャーチ - ベース、バックグラウンド・ボーカル
- デヴィッド・ラウザー - ドラムス、バックグラウンド・ボーカル